# Rastaman Vibration
Rastaman Vibration ist ein Reggae-Album des jamaikanischen Musikers Bob Marley. Es erschien am 30. April 1976 als sein achtes Studioalbum. Rastaman Vibration war Marleys erstes Album, das es in den US-Charts auf einen Top-Ten-Platz schaffte. Es erreichte am 15. Mai 1976 Platz 8 und hielt sich insgesamt 22 Wochen in den Billboard-200-Allbumcharts. Es gilt somit auch als bedeutender Schritt zu Marleys Weltruhm. Die Single-Auskopplung Roots, Rock, Reggae schaffte es auf Platz 51 der Billboard-Hot-100-Charts.

## Titelliste
1. Positive Vibration – 3:20
2. Roots, Rock, Reggae – 3:35
3. Johnny Was – 3:35
4. Cry To Me – 2:40
5. Want More – 4:10
6. Crazy Baldhead – 3:23
7. Who The Cap Fit – 4:45
8. Night Shift – 3:10
9. War – 3:40
10. Rat Race – 2:50

## Kommerzieller Erfolg

### Chartplatzierungen
| ChartsChartplatzierungen       | Höchstplatzierung | Wochen |
| ------------------------------ | ----------------- | ------ |
| Vereinigte Staaten (Billboard) | 8 (22 Wo.)        | 22     |
| Vereinigtes Königreich (OCC)   | 15 (13 Wo.)       | 13     |

### Auszeichnungen für Musikverkäufe
| Land/Region                  | Auszeichnungen für Musikverkäufe (Land/Region, Auszeichnung, Verkäufe) | Verkäufe |
| ---------------------------- | ---------------------------------------------------------------------- | -------- |
| Australien (ARIA)            | Gold                                                                   | 20.000   |
| Frankreich (SNEP)            | Gold                                                                   | 100.000  |
| Neuseeland (RMNZ)            | 2× Platin                                                              | 40.000   |
| Vereinigte Staaten (RIAA)    | Gold                                                                   | 500.000  |
| Vereinigtes Königreich (BPI) | Gold                                                                   | 100.000  |
| Insgesamt                    | 4× Gold · 2× Platin ·                                                  | 760.000  |

Hauptartikel: Bob Marley/Auszeichnungen für Musikverkäufe